# Староарсланбеково
Староарсланбе́ково (рос. Староарсланбеково, башк. Иҫке Арыҫланбәк) — присілок у складі Туймазинського району Башкортостану, Росія. Входить до складу Сайрановської сільської ради.
Населення — 119 осіб (2010; 118 у 2002).
Національний склад:
- башкири — 78 %